# Parque Jurásico III
Parque Jurásico III (título original en inglés: Jurassic Park III) es una película estadounidense de ciencia ficción, aventura y terror estrenada en 2001, tercera entrega de la franquicia de Parque Jurásico. Sam Neill, William H. Macy, Téa Leoni, Alessandro Nivola, Trevor Morgan y Michael Jeter interpretan los papeles principales. Es la primera película de la franquicia que no dirigió Steven Spielberg y que no se basaba en una novela de Michael Crichton, aunque muchas de sus escenas están tomadas de las novelas Parque Jurásico y El mundo perdido. La historia se desarrolla en la ficticia isla Sorna, escenario de los acontecimientos del segundo filme, a donde viaja un matrimonio divorciado que ha contratado los servicios del paleontólogo Alan Grant para encontrar a su hijo desaparecido.
Después del éxito de Parque Jurásico, Joe Johnston expresó interés en dirigir una secuela y por ello Spielberg confió en él para sacar adelante la tercera entrega. La producción de Parque Jurásico III arrancó el 30 de agosto del año 2000 y se estrenó el 16 de julio del año siguiente. Recibió opiniones poco entusiastas por parte de la crítica especializada, la película tuvo un éxito moderado de recaudación porque ingresó 368 millones de dólares en todo el mundo.

## Argumento
Han pasado 4 años desde el incidente de San Diego y 8 años del incidente de la Isla Nublar, debido a esto las personas de todo el mundo tienen conocimiento de los animales extintos clonados que habitan en Isla Sorna. Como medida de prevención, Sorna es considerada ahora zona restringida y está constantemente vigilada por el Servicio de Vigilancia Aérea de Costa Rica, para evitar que alguien se acerque. 
Mientras tanto, en un bote que ofrece paseos ilegales a la isla se encuentra un niño de 12 años llamado Eric Kirby (Trevor Morgan), junto a Ben Hildebrand (Mark Harelik), quienes habían pagado por un viaje en paracaídas para poder filmar algunas tomas de la isla y sus habitantes prehistóricos. Todo ocurre de manera normal, hasta que el bote y el paracaídas son cubiertos por una densa capa de niebla que obstaculiza su visión, Eric y Ben continúan arriba filmando la isla cuando repentinamente la soga tiembla, después Eric y Ben observan el bote y descubren que está destrozado, manchado de sangre y sin ningún tripulante que lleve el control del timón. Eric y Ben no tienen más remedio que cortar la soga y alejarse, mientras el bote se estrella contra un arrecife, el paracaídas sigue en dirección a la isla y ambos se quedan atrapados en ella. 
Dos meses después, el paleontólogo Alan Grant (Sam Neill) se encuentra visitando a su excompañera y ex-prometida la Dra. Ellie Sattler (Laura Dern) y a su hijo Charlie. Mientras cenan, Alan le habla a Ellie sobre los velociraptores de su reciente excavación, deduciendo que estos sí podían coordinar sus ataques y trabajar en equipo para confundir a sus presas. Además, Alan agrega que eran más listos que los delfines, que las ballenas e incluso que los primates. Más tarde, Alan se despide de Ellie y esta le dice que si algún día se encuentra en problemas solo tiene que llamarla. 
Al día siguiente, Alan se encuentra dando una conferencia sobre los Velociraptores, para lograr conseguir fondos para sus investigaciones. Al final, cuando concluye la presentación, la decana de la universidad se dirige al público por si tienen alguna pregunta que hacer; debido a que Grant es también un superviviente de Isla Nublar junto con el Dr. Ian Malcolm (Jeff Goldblum), el público en su mayoría levanta la mano, pero Grant les dice que no responderá ninguna pregunta que tenga relación con Jurassic Park o el incidente en San Diego, del cual él no fue testigo. Alan solo responde un par de preguntas de dos estudiantes que no tienen relación alguna con los incidentes, en el primer caso un estudiante le aclara que su teoría sobre los Velociraptores es buena, pero cree que está perdiendo el tiempo, cuando la ONU y el gobierno de Costa Rica decidieran el destino de Sorna los científicos irían a investigar a los mismos Velociraptores a la isla, a lo que Grant contesta que lo que existe en Isla Sorna no son dinosaurios, sino monstruos creados genéticamente por John Hammond e InGen; el siguiente interrogante es que si tuviera la oportunidad de ir a Isla Sorna este aceptaría, Grant responde escéptico que ni por todo el dinero del mundo pondría un pie en la isla. 
Mientras tanto, en un campo de pruebas, un grupo de mercenarios conformados por el piloto Nash (Bruce A. Young), el especialista en armas Cooper (John Diehl) y el copiloto Udesky (Michael Jeter) preparan su equipo para salir hacia Isla Sorna después de ser contratados por Paul (William H. Macy) y Amanda Kirby (Téa Leoni), una pareja que dirige una compañía llamada Industrias Kirby. Horas después Alan regresa con su grupo de excavación y es recibido por su asistente Billy Brennan (Alessandro Nivola), solo para enterase de que en unas tres semanas se quedarán sin fondos. Alan le comenta a Billy que aún no es tarde para que este estudie economía, entre tanto Billy había rentado un sistema de moldeo electrónico para crear la cámara de resonancia de un Velociraptor en forma de flauta para Alan, justo en esos momentos aparece Paul Kirby para hablar de un trabajo especial. 
En un bar de la localidad, Paul y Amanda Kirby hablan con Alan y Billy para que los guíen en un vuelo sobre la Isla Sorna con motivo de su aniversario de bodas; al principio Billy acepta la oferta, pero Alan sigue escéptico sobre la idea ir a la isla, ya que no cree que realmente tengan permiso para acercarse demasiado a la isla o bajar lo suficiente para poder visualizar algo de suma importancia, a lo que Paul comenta que tienen el permiso del gobierno de Costa Rica. Alan sigue dudando hasta que Paul decide hacer un cheque en blanco para financiar las investigaciones de Grant, finalmente Alan acepta.  
Al día siguiente el grupo renta un avión para ir a la isla; luego de unas horas de vuelo, logran llegar a la parte noroeste de la isla, pero en ese momento la torre de control de un aeropuerto de Costa Rica los detecta y les avisan de que están en zona aérea restringida y que deben abandonar el espacio aéreo de la isla; sin embargo Nash apaga el radio y continúan su recorrido. Alan, quien había olvidado ver a los dinosaurios desde el incidente en la Isla Nublar, intenta instruir a la pareja de los tipos de dinosaurios que están a su alrededor desde el aire, pero de pronto Udesky recomienda aterrizar, sin embargo Alan paranoico de la idea, los intenta convencer de no aterrizar y es noqueado por Cooper con un golpe en la cabeza. 
Minutos después Alan despierta del golpe, sabiendo que habían aterrizado. Nash, Udesky y Cooper se adentran en la jungla mientras Amanda usa un megáfono a todo volumen llamando a Eric y Ben. Sin embargo, Alan sabe que lo que está haciendo Amanda es muy peligroso, porque el ruido puede atraer algún depredador y efectivamente, en esos instantes se escucha un rugido producto del escándalo, Billy piensa que es un Tyrannosaurus, pero Alan insinúa que es algo mucho peor y algo más grande; inmediatamente, Udesky y Nash regresan asustados de la jungla y les dicen al grupo que deben irse de inmediato. El grupo sube al avión y enciende los motores, sin embargo Billy se da cuenta de aún que falta Cooper, pero Udesky le dice que es un profesional y que estará bien. Udesky cierra la puerta del avión y se preparan para despegar. Justo cuando están comenzando a tomar velocidad de vuelo, repentinamente Cooper sale malherido de la vegetación suplicando que no lo dejen en tierra pero, a pesar de su súplicas, Nash no piensa abortar el despegue, justo cuando el avión se acerca hacia Cooper un Spinosaurus surge de entre la vegetación y lo devora. Nash intenta elevar desesperadamente el avión, pero la turbina izquierda se golpea contra la aleta del dinosaurio y pierde el control de la aeronave, la cual termina estrellándose contra un árbol, quedando sin las alas y el tren de aterrizaje. 
Luego del aterrizaje forzoso, Nash y Udesky intentan pedir ayuda por radio, pero desgraciadamente se daña producto del impacto, por lo cual Nash recurre a utilizar el teléfono móvil de Paul para pedir ayuda. Mientras tanto Alan intenta abrir la puerta para poder salir del avión, pero descubren que están enganchados en un árbol a gran altura y sin forma posible de bajar. De repente, un temblor sacude el avión y Amanda grita al ver algo por la ventanilla, luego el Spinosaurus regresa y los ataca partiendo la parte frontal, logrando devorar a Nash en el proceso, mientras el grupo se queda en la parte trasera del avión, aunque esta se precipita hacia el suelo producto del sobrepeso. Mientras, el dinosaurio afuera empuja el avión, haciéndolo rodar hasta chocar con un árbol e introduce sus mandíbulas en él para devorar a otra presa, pero el grupo se las ingenia para salir y escapar, internándose en una zona de grandes árboles, por donde el dinosaurio carnívoro no los puede alcanzar.  
Mientras tratan de recuperar el aliento, el grupo se encuentra con un Tyrannosaurus rex adulto devorando una presa. Alan le pide al grupo que no muevan ningún músculo, pero por el rugido de este, nadie le hace caso y salen corriendo. El grupo, ahora perseguidos por el Tyrannosaurus, trata de despistarlo, pero se topan nuevamente con el Spinosaurus que los atacó al principio y se ocultan mientras ambos dinosaurios protagonizan una feroz pelea, en la cual el T. rex resulta derrotado y asesinado, cuando su rival se le aferra al cuello con sus mandíbulas y se lo rompe con un movimiento de sus garras delanteras. Mientras el grupo logra finalmente escapar de la escena, mientras el Spinosaurus, el cual ruge victorioso y se retira del lugar.
Alan inmediatamente golpea a Paul en la cara, el cual termina cayendo en unos matorrales, pero Amanda interviene y le pide al paleontólogo que aguarde un momento. Cuando Alan les exige una explicación a la pareja, Paul les confiesa que la verdadera razón para hacer este peligroso viaje a la isla, era para buscar y encontrar a su hijo Eric, el cual había desaparecido hace dos meses junto con Ben Hildebrand. Además de ello, también habían solicitado apoyo a varias entidades de rescate locales, pero todas se negaron a ayudarlos, argumentando que la isla es un área restringida y además la propia Embajada de los Estados Unidos les comentó que debían darlo por muerto. Además, les confiesan que la pareja en realidad estaba divorciada desde hace un año, también Paul pensó en Alan debido a su experiencia previa en la isla y ayudarlos como su guía, pero el paleontólogo revela que él jamás había visitado la llamada Zona B. Cuando Paul le menciona a Alan que escribió un libro sobre una isla, Billy les revela que el libro del que se refiere, habla realmente sobre la isla Nublar y no sobre la isla Sorna como este pensaba. 
Poco después deciden regresar a los restos del avión para recuperar su equipo, para luego empezar a buscar un camino hacia la costa, evitando cualquier peligro de algún otro dinosaurio carnívoro durante el recorrido. Mientras Paul, Amanda y Udesky rescatan lo que pueden de los restos del avión estrellado, Alan y Billy por su parte describen al dinosaurio que los atacó como un depredador; en eso, Billy supone que el dinosaurio es un Suchomimus por el tamaño de sus mandíbulas, sin embargo Alan lo descarta, ya que el dinosaurio que los atacó es algo más grande que él; entonces Billy sugiere que tal vez se trate de un Baryonyx, por ser el pariente más cercano y más grande, pero Alan también lo descarta y le menciona que es mucho peor el que los atacó, revelando que el dinosaurio es en realidad un Spinosaurus, un pariente de Baryonyx y Suchomimus, aunque estos no recuerdan que dicho animal estuviera registrado en la lista oficial de InGen, pero Alan por su parte justifica que no es de extrañarse, ya que no tienen idea de qué otros dinosaurios crearon además de él.
Posteriormente, Alan y Billy descubren además que las industrias Kirby no existen. Paúl les revela que es en realidad Pinturas Kirby y además el cheque que les había entregado a ambos no les sirve de nada y ahora estos deberán buscar la forma de salir de la isla, por lo que deciden ir caminando hasta la costa. Durante el camino el grupo se encuentra con los restos del paracaídas en el que Eric y Ben aterrizaron previamente, donde también encuentran en el suelo la videocámara de Amanda, aunque la batería está muy dañada. Udesky se las ingenia para encenderla, usando las baterías de su linterna, y descubren que Eric sigue vivo, pero cuando Alan y Billy quieren recuperar el paracaídas para usarlo en algún momento más adelante, repentinamente en frente de Amanda aparece el cadáver de Ben, el cual nunca pudo desengancharse del paracaídas y quedó atrapado en este. En ese instante, Amanda entra en pánico al saber que su novio está muerto y huye hacia la selva asustada, y Paul decide ir tras ella para tratar de persuadirla y tranquilizarla. Sin embargo, Paul y Amanda sin querer encuentran la zona de anidada de los Velociraptores, entonces el grupo decide alejarse de ahí lo más rápido posible antes de que estos dinosaurios regresen y los descubran. Tras unas horas de caminata en el bosque, el grupo encuentran el abandonado laboratorio original de InGen donde se creaban y estudiaba el metabolismo de los dinosaurios, con la esperanza de encontrar un radio que los ayude, pero no hay ningún radio en el laboratorio y al instante son atacados por un Velociraptor que los acechaba. El grupo apenas consiguen despistarlo y escapar de él, donde momentos después estos corren a encerrase en una de las jaulas que había en el laboratorio. Luego Billy y Amanda consiguen detenerlo por solo unos instantes y logran escapar del lugar, pero entonces Alan descubre que está llamando a la manada de Velociraptores. El grupo se separa sin querer al llegar a un valle lleno de Corythosaurus y Parasaurolophus que empiezan a correr, sabiendo por instinto que ellos están huyendo de un depredador, causando una estampida. Billy, durante el escape, se percata de que se le cae su mochila de la suerte, pero Alan la recupera y continúan. Billy, Amanda y Paul se suben a los árboles, pero en ese mismo instante Udesky es atrapado por los Velociraptores. Paul, Amanda y Billy lo buscan desde los árboles y lo encuentran tendido en el suelo, creyéndolo muerto. Sin embargo, sigue con vida, por lo que Amanda sin medir las consecuencias intenta llegar a él, pero se resbala y queda colgada boca abajo. Justo en ese momento los Velociraptores, quienes les tendieron una trampa, la intentan alcanzar, pero Paul y Billy consiguen subirla, entonces los depredadores se retiran y matan a Udesky, rompiéndole el cuello frente a la aterradora mirada de Paúl, Amanda y Billy. 
Alan, que en ese momento se encontraba observando a los Velociraptores es rápidamente acorralado por estos. Pero la ayuda llega cuando Eric, quien se escondía en la vegetación con un traje especial, lo salva usando granadas de gas para ahuyentar a los animales, pero es consciente de que pueden regresar. Alan lo sigue hasta su refugio en un camión cisterna semi-hundido en un pantano y deciden pasar la noche adentro del camión, mientras que Billy, Paúl y Amanda siguen en los árboles altos. Al día siguiente, Alan y Eric deciden salir y buscar a Billy y los padres de Eric, mientras caminan cerca de un acantilado encuentran a la orilla del río un bote abandonado que les podría servir para llegar a la costa y deciden buscar la forma de bajar. En el recorrido, Eric habla con Alan y le muestra su garra de Velociraptor, entonces Alan le pregunta cuánto ha explorado de la isla, y Eric le revela que él no se alejó demasiado del laboratorio, ya que creyó que si lo iban a rescatar empezarían por ahí. Entonces Eric escucha el teléfono móvil de su padre sonando, pensando que él lo tiene y ambos corren hacia el sonido, mientras tanto Billy, Amanda y Paúl escuchan los gritos de Eric y finalmente se encuentran nuevamente, y aunque los separa una barrera gigante, estos se alegran de encontrarse de nuevo. Paul pregunta cómo los encontraron, y Eric responde que fue por el teléfono, pero se dan cuenta de que Paul no lo lleva consigo, entonces descubren que se lo dio a Nash antes de que fuese devorado, entonces deducen que el teléfono está en el estómago del Spinosaurus, que los estaba acechando. Alan y Eric corren antes de que este los devore y logran pasar por agujero de la barrera entonces piensan que están a salvo al otro lado de la barrera, pero se equivocaron, ya que el Spinosaurus destruye la barrera y pasa al otro lado, por lo que deciden encerrase en un edificio que estaba detrás de ellos y una vez más logran evadir al depredador. 
Luego de reunirse, Billy le pide a Alan que le devuelva su mochila, pero Alan decide que está segura con él, pero Billy confiesa que no es así, Alan decide abrirla y descubre que Billy había robado dos huevos de Velociraptor y finalmente descubre por qué los perseguían estos. Billy los tomó por impulso y quería venderlos para lograr salvar sus investigaciones por otros diez años más, pero Alan está decepcionado con Billy por no decirle la verdad, y le dice cruelmente que es peor que los construyeron Jurassic Park. Alan está por lanzar los huevos al río, pero cambia de parecer a sabiendas de que los Velociraptores saben que los tienen y si los arrojaba al río seguirían tras ellos. El grupo decide bajar por las escaleras del edificio del que entraron para poder llegar al bote, pero cuando llegan a un puente son repentinamente atacados por los Pteranodon, que se encontraban en una gigantesca jaula encerrados. Eric es atrapado y llevado a su nido en donde las crías intentan devorarlo, pero Billy lo rescata con el paracaídas poniendo a Eric a salvo, pero Billy queda atorado en un acantilado por lo que decide desengancharse y cae al río, donde es atacado por los Pteranodon. Paul y Alan intentaron ayudarlo, pero Billy les dice que huyan de ahí, por lo que Paul y Alan corren hacia la salida. Mientras Amanda y Eric logran salir por la puerta, Alan y Paul salen por debajo del agua evadiendo a los Pteranodon. 
Una vez a bordo del bote lo encienden y deciden bajar río abajo hasta la costa mientras Eric lamenta lo que pasó con Billy, Alan habla con Eric de que fue muy duro con Billy y lo único que deseaba era lo mejor para todos. Durante el viaje, observan a un grupo de Brachiosaurus, Ankylosaurus, Stegosaurus y Parasaurolophus, mientras siguen río abajo. Al caer la noche el grupo escucha nuevamente el teléfono, pensando que el Spinosaurus está cerca. Pero en realidad estaba sonando entre los excrementos de este, por lo que deciden buscarlo antes de que deje de sonar. Las primeras búsquedas de Paul, Amanda y Alan no tienen éxito y lo que encuentran es el reloj de Nash, un hueso de este y una gafas de sol, hasta que finalmente Amanda lo encuentra, pero en ese momento aparece un Ceratosaurus, aunque este inmediatamente se aleja de ellos, ya que no toleraba el olor a excremento del Spinosaurus. 
Alan usa el teléfono para contactar a Ellie y pedir ayuda, pero quien contesta el teléfono es Charlie y Alan le pide que le pase el teléfono a su madre diciendo que es "El Hombre Dinosaurio" (debido a que Charlie solo lo conoce por ese apodo), Charlie va a buscar a su madre, quien en ese momento estaba despidiéndose de su esposo, mientras tanto Alan y los demás son repentinamente atacados por el Spinosaurus que sale por debajo del agua. Para cuando Ellie tiene el teléfono la llamada se corta, entonces decide devolver la llamada, Alan y el grupo escuchan el teléfono sonar y solo por unos segundos, Alan logra hablar con Ellie para que pida ayuda, pero se corta la llamada nuevamente, aunque Ellie deduce que está en la Isla Sorna, porque Charlie le hace la expresión de un ataque de dinosaurio.  
Mientras tanto, el grupo se había encerrado en una jaula del bote, pero el Spinosaurus la arranca y la sumerge en el agua, Paul se las ingenia para salir de ella sin que el Spinosaurus se percatara y nada a la orilla del río hasta una grúa semi hundida, mientras que el Spinosaurus intenta sacar a alguien del grupo de la jaula con sus garras, pero Paul logra distraerlo por unos minutos para que su familia y Alan salgan y naden hasta el otro lado del río, pero este intento casi le cuesta la vida, de no ser por Alan, quien encontró una bengala roja y la dispara contra el dinosaurio, pero el disparo solo le rebotó a este, haciendo que la bengala roja cayera al río, lo que provocó un incendio en el río, producto de la gasolina del bote que se había derramado. Todos observaban cómo Paul se cae a las llamas, mientras que el depredador finalmente se rinde y se retira por última vez, pero en ese momento Amanda quien estaba llorando gritaba: "Paul, desgraciado, cómo pudiste dejarme así" hasta que Paul aparece ileso diciendo: "No pienso ir a ningún lado" y se alegran de que se encuentre bien.  
Al día siguiente el grupo continúa su recorrido hasta que finalmente escuchan la costa, pero son repentinamente detenidos por la manada de Velociraptores, quienes los estaban persiguiendo. Alan les dice que lo único que quieren son los huevos, entonces Alan sugiere que se arrodillen, ya que la Velociraptor alfa los estaba retando. Inicialmente la Velociraptor se acerca a Amanda, pensando que ella los robó (cuando en realidad fue Billy); entonces Alan le entrega a Amanda los huevos robados para devolvérselos, pero entonces también saca la cámara de resonancia que Billy le había diseñado anteriormente en forma de flauta, para comunicarse con los dinosaurios, aunque la manada lo toma como una amenaza e intentan atacarlo, son detenidos por la alfa. En ese momento se escucha un ruido acercándose al lugar y la alfa le ordena a la manada que se retiraran, mientras que la Velociraptor alfa y su segundo recogen los huevos, para posteriormente retirarse del lugar, perdonándoles la vida al grupo. Entonces el grupo escucha un helicóptero acercándose y corren hacia la costa solo para ver que Ellie había llamado a los Marines de los Estados Unidos para rescatarlos. 
Luego de esto todos suben al helicóptero solo para descubrir que Billy había sobrevivido al ataque de los Pteranodon, siguiendo río abajo para luego ser rescatado también y logró recuperar el sombrero de Grant, mientras eran llevados al Portaviones observan a tres Pteranodon volando, ya que se escaparon por la puerta que Amanda y Eric dejaron mal cerrada anteriormente, por lo que se preguntan a dónde van, Alan les dice que van a buscar un nuevo nido y que es un mundo nuevo para ellos, Amanda por su parte los reprocha diciendo: "Que no se atrevan a anidar en Oklahoma", mientras el grupo se dirige a casa de vuelta. La escena final muestra a los Pteranodon volando por los cielos.

## Reparto
- Sam Neill como el Dr. Alan Grant, el paleontólogo famoso mundialmente quien sobrevivió al incidente de la isla Nublar y que desde entonces ha desarrollado una actitud apática hacia las criaturas que alguna vez admiró.
- William H. Macy como Paul Kirby, el propietario de una tienda de pinturas quien finge ser un rico empresario a fin de tentar a Grant para ayudarlo a buscar a su hijo.
- Téa Leoni como Amanda Kirby, la exesposa de Paul quien acompaña al grupo a isla Sorna para buscar a su hijo.
- Alessandro Nivola como Billy Brennan, un joven y muy entusiasta estudiante graduado del sitio de excavación de Grant en Fort Peck Lake.
- Trevor Morgan como Eric Kirby, el hijo de 12 años de edad de Paul y Amanda, atrapado en la isla Sorna.
- Michael Jeter como Udesky, uno de los mercenarios.
- John Diehl como Cooper, un mercenario y especialista en armas.
- Bruce A. Young como Nash, otro de los mercenarios quien sirve como piloto del grupo.
- Laura Dern como Ellie Sattler, una paleobotánica quien también sobrevivió a la isla Nublar.
- Taylor Nichols como Mark Degler, el esposo de Ellie.
- Mark Harelik como Ben Hildebrand, novio de Amanda.
- Julio Oscar Mechoso como Enrique Cardoso, el propietario y operador de "Dino-Soar", un servicio de paravelismo.
- Blake Michael Bryan como Charlie, hijo de Ellie y Mark.
- Sarah Danielle Madison como Cheryl Logan, una de los estudiantes graduadas de Grant en el sitio de excavación.
- Linda Park como Hannah, secretaria de Ellie.

## Criaturas de la película
A diferencia de los filmes anteriores, se considera al Spinosaurus como el antagonista principal: Johnston afirmó que "Muchos dinosaurios tenían una silueta muy similar a la del T-Rex ... y nosotros queríamos que la audiencia lo reconociera al instante como algo distinto." La silueta del Spinosaurus también se encuentra en el afiche tras el Pteranodon, tomando el puesto del Tyrannosaurus que había sido usado para los afiches de los filmes anteriores. Originalmente, se consideró a Baryonyx como el "antagonista" antes de escogerse a Spinosaurus, y los primeros afiches conceptuales reflejan esto. En el diálogo de la película, Billy interpreta que el animal que encuentran es un Baryonyx o un Suchomimus, pero el Dr. Grant corrige su análisis basándose en su tamaño y su vela del lomo.
Debido a los nuevos descubrimientos y teorías en el campo de la paleontología, la representación de varios de los dinosaurios difería de la de las películas anteriores. Los descubrimientos que sugerían que Velociraptor estaba emplumado llevaron a la adición de estructuras en forma de púa en cabeza y cuello de los machos de la película. "Hemos encontrado evidencia de que los Velociraptor tenían plumas, o estructuras similares a plumas, y las hemos incorporado a la nueva apariencia de los raptores", dijo el paleontólogo Jack Horner, el asesor científico del filme.
Spielberg le insistió a Johnston en que incluyera a los pteranodontes en la película, ya que estos habían sido eliminados de las películas previas por motivos de presupuesto. Se representó a un reptil acuático en el primer borrador, pero fue removido en el guion final. Los efectos especiales usados para las criaturas fueron una mezcla de modelos animatrónicos e imágenes computarizadas. Las siguientes criaturas aparecen en el filme:
- Ankylosaurus
- Brachiosaurus
- Ceratosaurus
- Compsognathus
- Corythosaurus
- Parasaurolophus
- Pteranodon
- Spinosaurus
- Stegosaurus
- Triceratops
- Tyrannosaurus
- Velociraptor

## Producción

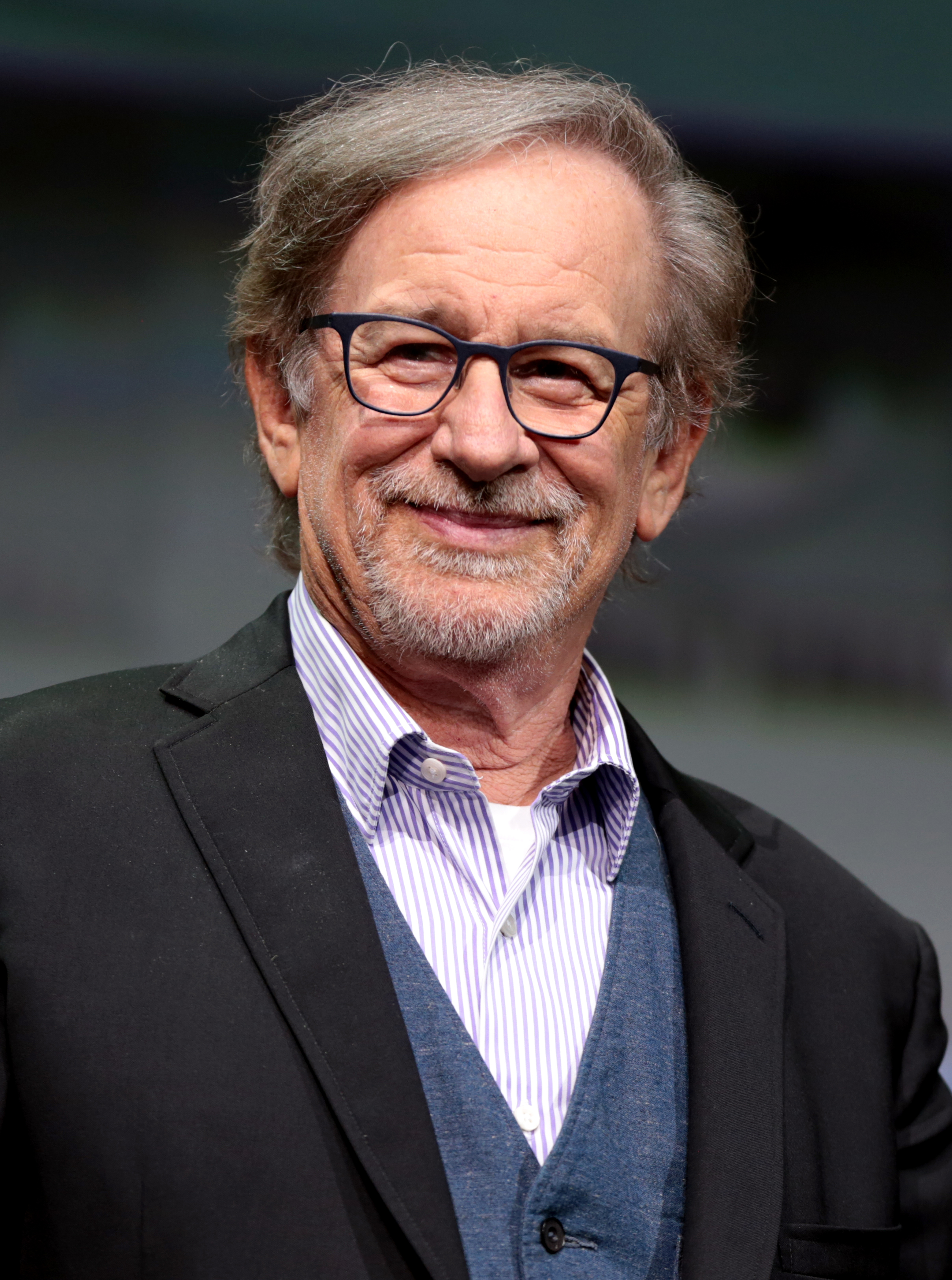
Steven Spielberg, uno de los productores de la película y de toda la saga

### Desarrollo inicial
Joe Johnston se había interesado en dirigir la secuela de Parque Jurásico y se aproximó a Spielberg, amigo suyo, para abordar el proyecto. Aunque Spielberg quería dirigir la primera secuela, estuvo de acuerdo en que si hubiera un tercer filme, Johnston podría dirigirlo. La segunda película, titulada The Lost World: Jurassic Park, incluyó una escena de un Tyrannosaurus rex arrasando la ciudad de San Diego. Spielberg había querido en principio que esta escena se reservara para el tercer filme, pero más tarde decidió añadirla en el segundo tras darse cuenta de que probablemente no dirigiría otra película de la saga. Tras el lanzamiento del segundo filme en mayo de 1997, Spielberg estaba ocupado con otros proyectos y fue consultado acerca de la posibilidad de un tercer filme de Jurassic Park, a lo que respondió: "Me podría dar un tremendo dolor de cabeza solo pensar acerca de eso."

### Preproducción
Universal Pictures realizó el anuncio de la película el 29 de junio de 1998, con Spielberg actuando como productor. Se reportó que Michael Crichton iba a colaborar con Spielberg para crear un argumento y escribir el guion. Se estableció que la película sería estrenada en el verano de 2000. Spielberg inicialmente concibió una idea que involucraría al Dr. Alan Grant, quien fue descubierto tras haber estado viviendo en una de las islas de InGen. De acuerdo con Johnston, "Él se habría escabullido allí, tras no habérsele permitido investigar a los dinosaurios, y estuvo viviendo en un árbol como Robinson Crusoe. Pero yo no podía imaginar a este sujeto queriendo regresar a cualquier isla que tuviera dinosaurios tras la primera película."
En junio de 1999, Craig Rosenberg comenzó a escribir el primer borrador del guion, el cual involucraba adolescentes que quedaban abandonados en la isla Sorna. Johnston fue anunciado como director de la película en agosto de 1999, con Rosenberg aún comprometido. Se esperaba que la producción comenzara a principios de 2000. El borrador de Rosenberg sobre los adolescentes en isla Sorna fue rechazado en septiembre de 1999. Aunque Johnston le parecía que "no era un guion mal escrito," también dijo que, "Se leía como un mal episodio de Friends". En diciembre de 1999, se contrataron nuevos guionistas para que idearan una mejor historia para la película.
El segundo guion de la película involucraba a los Pteranodon escapando de isla Sorna y causando una serie de misteriosas muertes en tierra firme, lo cual era investigado por Alan Grant y otros personajes incluyendo a Billy Brennan, una naturalista llamada Simone, un rudo agregado militar, y el millonario Paul Rob y su hijo adolescente Miles. El grupo de Grant hacía un aterrizaje de emergencia en la isla, mientras una investigación paralela se llevaba a cabo en el continente. La secuencia del aviario y la escena del laboratorio inicialmente eran mucho más largas y complejas, incluyendo a un Velociraptor entrando furtivamente al criadero en el que el equipo pasaría la noche. Se fabricaron escenarios, trajes y utilería para esta versión.
En febrero de 2000, se reportó que comenzaría la filmación en Fiordland (Nueva Zelanda) más o menos a finales de ese mes. Estas escenas fueron planeadas originalmente para ser filmadas allí para The Lost World: Jurassic Park. En marzo de 2000, se reporta que se escogió a Maui (Hawái) en lugar de Nueva Zelanda. Sam Neill oficializó su participación en el proyecto en junio de 2000, con 18 semanas de filmación que se esperaba empezarían en agosto de 2000, para un lanzamiento en julio de 2001. Macy originalmente renunció a su papel debido a conflictos de agenda. Trevor Morgan y Téa Leoni fueron seleccionados en agosto de 2000, y se consideró la posibilidad de usar al Monumento Nacional Dinosaurio en Utah y una base militar en Oahu como locaciones para la filmación. Durante la fase de preproducción, los artistas conceptuales crearon publicidad para la película usando algunos posibles títulos incluyendo Jurassic Park: Extinction y Jurassic Park: Breakout.
Cinco semanas antes de que empezara la filmación, Johnston y Spielberg rechazaron el guion en su totalidad al estar insatisfechos con este; para entonces ya se habían gastado $18 millones de dólares en la película. A Johnston le parecía que la historia del guion era demasiado complicada. La más sencilla trama de la "misión de rescate", la cual había sido sugerida por David Koepp, terminó siendo usada para la película. Alexander Payne y Jim Taylor comenzaron a reescribir el guion en julio de 2000.

### Filmación
Johnston dijo que el guion nunca fue finalizado durante la producción: "Filmábamos páginas que eventualmente estarían en el guion final pero no tuvimos un documento entero". El rodaje comenzó el 30 de agosto de 2000, en Dillingham Airfield en Mokuleia, Hawái. Macy, comentando sobre el lento ritmo de filmar el guion, dijo que "hacíamos un cuarto de página - algunos días, un octavo de página. Y eso sería un día completo de doce horas."
La filmación continuó en Oahu hasta septiembre 9. La fotografía aérea de los acantilados de North Shore en Molokai fue realizada en los dos días siguientes, seguido de una semana de filmación en Kauai. La filmación concluyó en Hawái el 20 de septiembre de 2000. La producción entonces se desplazó a  California. John August fue contratado para realizar un trabajo sin acreditar con el guion en septiembre de 2000. Se filmaron escenas en Occidental College en Los Ángeles el 10 de octubre de 2000.
Se filmaron escenas en el Center Bay Studios en Los Ángeles al final de octubre. Otras locaciones de filmación usadas en California incluyeron a South Pasadena y una cantera rocosa en Irwindale. También la filmación tuvo lugar en el plató exterior de Universal Studios en Los Ángeles. La producción regresó a Hawái en enero de 2001, para filmar el final de la película, el cual no había sido escrito durante la filmación anterior en Hawái. El final fue grabado en Pila'a Beach en Kauai.
El argumento contenía algunas pequeñas escenas de las novelas de Crichton Parque Jurásico y El Mundo Perdido que no habían sido representadas en sus versiones fílmicas, como el aviario de los Pteranodon y el uso del bote. El cameo de Laura Dern fue grabado en un día. En un borrador inicial, los personajes de Neill y Dern eran una pareja en proceso de separación. Johnston declaró, "Yo no quería verlos más como una pareja. En primer lugar, no pienso que luzcan como una pareja. Sería incómodo verlos aún juntos. ¡Y Laura Dern no parecía haber envejecido en los últimos quince años!" El corte en bruto más largo del filme era de aproximadamente 96 minutos, sin los créditos cinematográficos. De acuerdo con Johnston, "Perdimos tal vez 8 minutos, por lo tanto nunca fue muy largo."

### Musicalización
Dado que John Williams estaba ocupado escribiendo la música para la película de Spielberg Inteligencia Artificial, él recomendó a Don Davis para escribir la banda sonora de Parque Jurásico III. Los temas originales de Williams fueron integrados en la banda sonora así como varios nuevos, como uno para el Spinosaurus que se enfocaba en los sonidos bajos, con tubas, trombones y timbales. La lucha entre el Spinosaurus y el Tyrannosaurus, comparada por Davis con el enfrentamiento entre King Kong y un dinosaurio en la película de 1933, tenía una yuxtaposición del tema del Spinosaurus con uno de los temas que Williams escribió para el T. rex. Adicionalmente, la canción "Big Hat, No Cattle" de Randy Newman, fue usada en una escena en un restaurante.

## Lanzamiento
Parque Jurásico III fue estrenada en el Anfiteatro Gibson en Los Ángeles, California, el 16 de julio de 2001, y dos días más tarde se produjo su lanzamiento en los Estados Unidos y otros países. La película recaudó $181,171,875 en Estados Unidos y $368,780,809 en el resto del mundo, convirtiéndola en la octava película más taquillera de ese año en el mundo pero aun así su recaudación fue menor que la de sus predecesoras. El filme fue lanzado en VHS y DVD en diciembre de 2001. Tuvo un relanzamiento con las otras películas en diciembre de 2001 con el título de Jurassic Park Trilogy, y bajo el nombre de Jurassic Park Adventure Pack en noviembre de 2005. El filme también ha sido lanzado en paquete de dos discos de DVD junto con Hulk. En 2011, el filme fue lanzado en Blu-ray como parte de la colección Jurassic Park Ultimate Trilogy. La banda sonora de la película fue lanzada en julio de 2001.

## Recepción
Parque Jurásico III recibió reseñas principalmente mixtas por parte de los críticos, así como de la audiencia y los fanes. En el sitio web Rotten Tomatoes la película posee una aprobación de 50%, basándose en 163 reseñas, con una puntuación promedio de 5.2/10. El consenso de este sitio afirma: "Parque Jurásico III es más oscura y rápida que sus predecesoras, pero eso no compensa mucho el continuo declive creativo de la franquicia." De parte de la audiencia tiene una aprobación de 36%. En la página Metacritic tiene una puntuación de 42 sobre 100, indicando "reseñas mixtas". En ambos sitios, es el filme con la puntuación más baja de la franquicia de Parque Jurásico.
Las audiencias de CinemaScore le han dado una calificación promedio de "B-" en una escala de A+ a F, mientras que en IMDb los usuarios le han dado una calificación de 5.9 basada en más de 218 000 votos.
El crítico de Entertainment Weekly, Owen Gleiberman, quien alabó las dos entregas anteriores de Parque Jurásico, le dio a la tercera película solo un grado C, escribiendo "Parque Jurásico III no tiene más pretensiones que las de ser un una escalofriante atracción de fantasía de parque temático para niños, pero es como una atracción rutinaria. La magia de Spielberg se ha ido, así como su sofisticado toque alegre, y da demasiados de sus cerca de 90 minutos a los más que insípidos personajes de esta película." Derek Elley de Variety Reviews se expresó de manera similar, llamando al filme "una atracción llena de acción, atolondrada y no-olvide-comprar-el-videojuego que hace que las dos entregas anteriores luzcan como modelos de cinematografía clásica". Ben Varkontine de PopMatters la calificó como "no tan buena atracción como la primera", pero "mejor que la segunda." La mayor parte de las críticas resaltaban que el guion era simplemente una película de persecución sin desarrollo de personajes; Apollo Movie Guide criticó a la película por ser "casi lo mismo que la primera película" sin "ninguna necesidad de nuevas ideas o incluso de un guion". La revista Empire le dio al filme 3 de 5 estrellas, comentando que era "Corto, deshilvanado e intermitentemente aterrador" y que el filme básicamente "se dirige a los jóvenes".
En Ebert and Roeper, Richard Roeper le dio un pulgar abajo, mientras que Roger Ebert le concedió un pulgar arriba. En una reseña posterior, Ebert la llamó "la mejor superproducción del verano". En su reseña escrita, Ebert le dio a la película tres estrellas y escribió que aunque no era tan formidable como la primera película ni tan elaborada como la segunda, "es una linda atracción mecánica. [...] No puedo elogiarla por su arte, pero no debo negar su artesanía..."
Uno de los pioneros de la conexión evolutiva de las aves con los dinosaurios, el paleontólogo Robert T. Bakker bromeó con que las púas emplumadas añadidas a los Velociraptor para Parque Jurásico III "lucían como la peluca de un correcaminos." Sin embargo, él admitió que las plumas son objetos complicados de reproducir en la animación computarizada y especuló que en un hipotético Parque Jurásico IV sus raptores podrían tener un plumaje meticulosamente más realista. Para 2002, Crichton declaró que no había visto el filme.